# Vicência (kommun)
Vicência är en kommun i Brasilien.   Den ligger i delstaten Pernambuco, i den östra delen av landet, 1 600 km nordost om huvudstaden Brasília. Antalet invånare är 30 731.
Följande samhällen finns i Vicência:
- Vicência

Omgivningarna runt Vicência är en mosaik av jordbruksmark och naturlig växtlighet. Runt Vicência är det tätbefolkat, med 297 invånare per kvadratkilometer.